# Psaliodes claudiaria
Psaliodes claudiaria är en fjärilsart som beskrevs av William Schaus 1912. Psaliodes claudiaria ingår i släktet Psaliodes och familjen mätare. Inga underarter finns listade i Catalogue of Life.